# Prokopije (uzurpator)
Prokopije (326. – 27. svibnja 366.) bio je de facto rimski regent 363. godine i potom car uzurpator od 365. do 366. godine.

## General
Po rimskom povjesničaru Amijanu Marcelinu Prokopije bio je po majčinoj strani rođak cara Julijana Apostate zahvaljujući čemu sa samo 35 godina postaje general. 
Kako car u doba vojne kampanje protiv Perzije 363. godine nije više imao niti jednog bližeg rođaka, Prokopije kao politički siguran čovjek i vjerojatni prijestolonasljednik ostaje u Armeniji s 30 tisuća vojnika. Njegov tadašnji zadatak bio je kontrola događaja u Carstvu i u točno dogovoreno vrijeme trebao se s vojskom pridružiti caru u Perziji. Dobivši moć u ruke Prokopije se polakomio za vlašću i odbio krenuti u Perziju s nadom da će Julijan Apostata pretrpjeti poraz, a on postati novi car. 

## Izdajnik
Na kraju Julijan Apostata je poginuo, ali njegova vojska tada minimalno duplo veća od Prokopijeve, nije bila uništena i ubrzo za svog cara bira Jovijana. Ta tako očekivana kruna sada postaje smrtna presuda za njega. Novi car ga je htio ubiti jer je Prokopije u neku ruku bio posljednji muški član Konstantinove dinastije, a rimska vojska ga je htjela ubiti jer ju je izdao ne došavši s pojačanjem u Perziju. Nemajući drugog izbora on bježi i prekida sve veze sa svijetom.

## Pobunjenik
U javnost Prokopije opet izlazi 28. rujna 365. godine kada potkupljuje vojsku na području Carigrada da se pobune protiv Valensa i njega proglase carem. Taj njegov pokušaj ubrzo završava uspjehom i odmah potom velika većina stanovnika glavnog grada ga razdragano dočekuje kao posljednjeg živog rođaka cara Konstantina Velikog. Koristeći svojih 5 minuta slave odmah, istoga dana dao se okruniti za cara. Tijekom te godine na stranu Prokopija još su u cijelosti prešle rimske provincije Tracija i Azija, dok su potpuno lojalne njegovom protivniku ostali Egipat, Sirija i Judeja. Na vijest o tim događajima Valens koji se nalazio u Siriji zbog rata s Perzijom kreće sa svojom vojskom prema pobunjenom glavnom gradu. Konačna odluka pada u proljeće 366. godine kada je Valens počeo napredovati iz smjera današnje Ankare, a pobunjenik iz Carigrada. U bitci na području današnje zapadne Male Azije Prokopijeve čete su pretrpjele konačni poraz. Ovaj put on nije uspio pobjeći pošto ga nedugo potom zarobljavaju protivnički vojnici.
Prokopije je potom pogubljen 27. svibnja 366. godine.